# La Voz de Alcalá
La Voz de Alcalá es un periódico local independiente creado en el año 1991 en la ciudad de Alcalá de Guadaíra. Pertenece a la Asociación Libre de Prensa Alcalareña y está editado por la empresa de comunicación Maravedismo editora también de Sevilla Actualidad.

## Historia
La Voz de Alcalá es un periódico local independiente, fundado en la ciudad sevillana de Alcalá de Guadaíra en mayo de 1991 por un grupo de jóvenes escritores vinculados a la revista literaria Poemar, entre los que se encontraban Lauro Gandul Verdún y José Antonio Francés, así como otro grupo de personas interesadas en la libertad de información. La dirección del periódico la sigue ejerciendo uno de sus fundadores, el fotógrafo de prensa Enrique Sánchez Díaz, desde 1996.
En un principio se denominaba El Alcalá y tenía una periodicidad mensual, pero en septiembre de 1996 tomó su nombre actual y en octubre de 1998 pasó a ser quincenal. Es, por tanto, el periódico decano de Alcalá de Guadaíra, así como la publicación que durante más tiempo se ha publicado de forma ininterrumpida en la ciudad. 
Su línea editorial siempre se ha caracterizado por su independencia política y su crítica a los distintos gobiernos municipales, así como por mostrar un gran interés por los temas locales. Así ha sido el medio de comunicación que más ha denunciado los abusos de poder y los errores de los distintos equipos de gobierno municipales de Alcalá de Guadaíra.
Entre la nutrida nómina de colaboradores figuran el ilustrador y licenciado en Bellas Artes y Diseño, Javier Hermida Ruiz; los historiadores locales Javier Jiménez Rodríguez, Antonio García Mora, y Francisco López Pérez; el filólogo y catedrático de Griego José Manuel Colubi Falcó; el arqueólogo Enrique Domínguez Berenjeno; el doctor en Historia Enrique González Arias; el columnista de ABC Romualdo Maestre; el profesor Vicente M. Rus,; el abogado y literato Lauro Gandul; o la licenciada en Ciencias Sociales, Olga Duarte Piña. También colaboran habitualmente en la publicación Fernando Soler Cruz, filólogo y profesor de Lengua y Literatura Española, Juan Antonio Muñoz Andrade, filólogo profesor del IES Albero; Rafael Ojeda, médico; David del Toro, economista; o Cristina Martínez, catedrática de Francés; entre otras voces autorizadas de la sociedad local.
Tras afrontar una difícil situación económica que lo dejó al borde de su desaparición en 2017, una nueva Junta Directiva en la entidad que lo edita, y la Asociación Libre de Prensa Alcalareña (ALPA) se renueva, cuya presidencia ostentó en 2018 en el periodista alcalareño Christopher Rivas. De la mano de la empresa de comunicación Maravedismo, editora de Sevilla Actualidad, se viene realizando una actualización progresiva del periódico y modernizaron su organización, así como ampliaron la redacción de la publicación. En la actualidad la redacción está ejercida por Francisco Amador. En 2021, el periódico afronta la fase final de su modernización con la celebración de sus 30 años de edición ininterrumpida.
Ya en 2023, La Voz de Alcalá afronta su última renovación, asumiendo la dirección Francisco Amador, y la presidencia de la Asociación Libre de Prensa Alcalareña, si propietaria y editora, Alejandro Balbuena Oliva.
- Datos: Q5965567